# Герасимов, Михаил Герасимович
Михаил Герасимович Герасимов (1888, Ублиска, Псковская губерния — 1961, Ленинград) — советский колхозник. Герой Социалистического Труда (1949).

## Биография
Михаил Герасимов родился в 1888 году в деревне Ублиска Новоржевского уезда Псковской губернии (сейчас в Бежаницком районе Псковской области) в крестьянской семье.
Грамоте не учился, мог только ставить подпись. 
Начал работать в юношеские годы, был батраком у зажиточных крестьян.
В 1918—1920 годах служил в Красной Армии, участвовал в Гражданской войне.
В 1932 году вступил в колхоз в Ублиске. Показал высокий уровень в выращивании льна-долгунца. За высокие урожаи Герасимова называли «льноводным стахановцем». Участвовал во Всесоюзной сельскохозяйственной выставке в Москве.
В середине 1940-х годов возглавил льноводческое звено в колхозе «Федяково» в Бежаницком районе. В 1948 году звено Герасимова высший для этих лет урожай в Великолукской области, собрав с 3 гектаров в среднем 9 центнеров льна-долгунца и 7,7 центнера семян.
16 марта 1949 года Указом Президиума Верховного Совета СССР за получение высокого урожая волокна и семян льна-долгунца при выполнении колхозов обязательных поставок и контрактации по всем видам сельскохозяйственной продукции, натуроплаты за работу МТС в 1948 году и обеспеченности семенами всех культур в размере полной потребности для весеннего сева 1949 года удостоен звания Героя Социалистического Труда с вручением ордена Ленина и золотой медали «Серп и Молот».
Выйдя на пенсию, в 1957 году перебрался в Ленинград (сейчас Санкт-Петербург).
Умер в 1961 году в Ленинграде. Похоронен на Серафимовском кладбище в Санкт-Петербурге.